# 达伦·邦多克
达伦·邦多克（英語：Darren Bundock，1971年3月21日—），澳大利亚男子帆船运动员。他曾代表澳大利亚参加2000年、2004年和2008年夏季奥林匹克运动会帆船比赛，获得二枚银牌。